# .444 Marlin

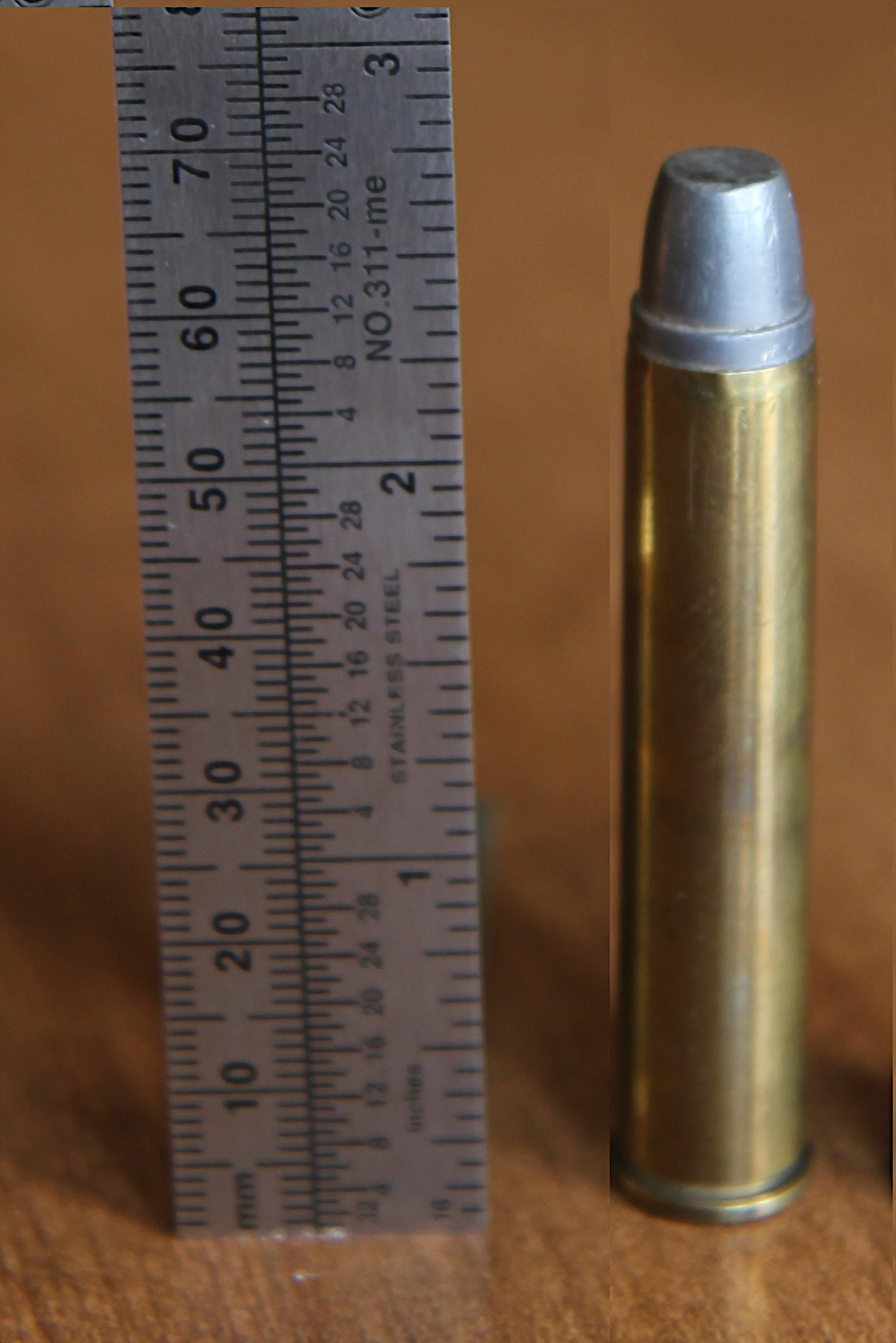
Cartucho .444 Marlin

El .444 Marlin (10,9 × 57 mmR) es un cartucho metálico para rifle que fue diseñado en 1964 por Marlin Firearms y Remington Arms, para llenar un vacío dejado por el antiguo .45-70 cuando se dejaron de producir rifle de palanca ese calibre. 
El .444 se parece al .44 Magnum que ha sido alargado, aumentando su velocidad. Suele utilizarse en el rifle de palanca Marlin 444. Actualmente, Marlin, que ahora es propiedad de Ruger Firearms, no ofrece la recámara .444 en ninguno de sus rifles. Queda por ver cuándo y si volverán a poner la recámara en producción.

## Historia
A mediados de la década de 1960, el .45-70 Government prácticamente había desaparecido ya que no existía ningún cartucho de gran calibre disponible en un rifle de palanca en la producción actual entonces, por lo que Marlin decidió crear un nuevo cartucho para llenar este nicho vacío, esencialmente alargando el casquillo del .44 Magnum en casi una pulgada para darle una potencia similar a la del .45-70. El casquillo que creó Marlin es muy similar a un .303 British con borde, recortado y con el cuello hacia arriba para funcionar con balas .429.
En 1972, Marlin reintrodujo el .45-70 en su línea de mecanismo de palanca, ampliando su oferta de gran calibre. Las ventas del .444 se vieron eclipsadas entonces .45-70, cuya popularidad ha resurgido. Se ha demostrado que esta acción rápida y su potente poder de frenado son un rifle de caza eficaz y útil para tiradores experimentados.

## Performance
El .444 Marlin puede empujar una bala a velocidades superiores a 2400 pies/s (731,5 m/s) generando una energía de 4160 J. SAAMI ha valorado este cartucho en 44.000 CUP. Funciona eficientemente cuando se usa con balas de plomo fundido. Las balas fundidas a mano permiten al tirador optimizar la aleación para lograr resistencia y expansión a las velocidades más altas generadas por el Marlin en comparación con las balas tradicionales de calibre .44. 